# Stictoptera genuflexa
Stictoptera genuflexa là một loài bướm đêm trong họ Noctuidae.